# 2013 XY8
2013 XY8 är en asteroid som korsar Jordens och Mars omloppsbanor. Den upptäcktes den 7 december 2013 av Catalina Sky Survey projektet.
Den tillhör asteroidgruppen Apollo.
Den 11 december 2013 passerade den jorden på ett avstånd av ungefär 760 000 kilometer.